# Hotot-en-Auge
Hotot-en-Auge est une commune française, située dans le département du Calvados en région Normandie, peuplée de 291 habitants

## Géographie

### Localisation
| Basseneville                                      | Goustranville Putot-en-Auge | Beuvron-en-Auge             |
| Saint-Samson                                      | Hotot-en-Auge               | Victot-Pontfol              |
| Saint-Pierre-du-Jonquet Saint-Ouen-du-Mesnil-Oger | Méry-Corbon Cléville        | Corbon Biéville-Quétiéville |

### Hydrographie
La commune est située dans le bassin Seine-Normandie. Elle est drainée par le Grand Canal, la Dorette, le canal du Domaine, le Doigt, le fossé 01 de la Cour des Tillées, le fossé 01 du Château de Victot, un bras du Grand Canal, le Vieux Doigt et divers autres petits cours d'eau,.
Le Grand Canal, un canal, chenal et un cours d'eau naturel non navigable d'une longueur de 15 km, prend sa source dans la commune  et se jette  dans la Dives à Périers-en-Auge, après avoir traversé six communes. 
La Dorette, d'une longueur de 16 km, prend sa source dans la commune de Bonnebosq et se jette  dans la Dives à Cléville, après avoir traversé huit communes. 
Le Doigt, d'une longueur de 14 km, prend sa source dans la commune de Léaupartie et se jette  dans le canal du Domaine sur la commune, après avoir traversé cinq communes. 

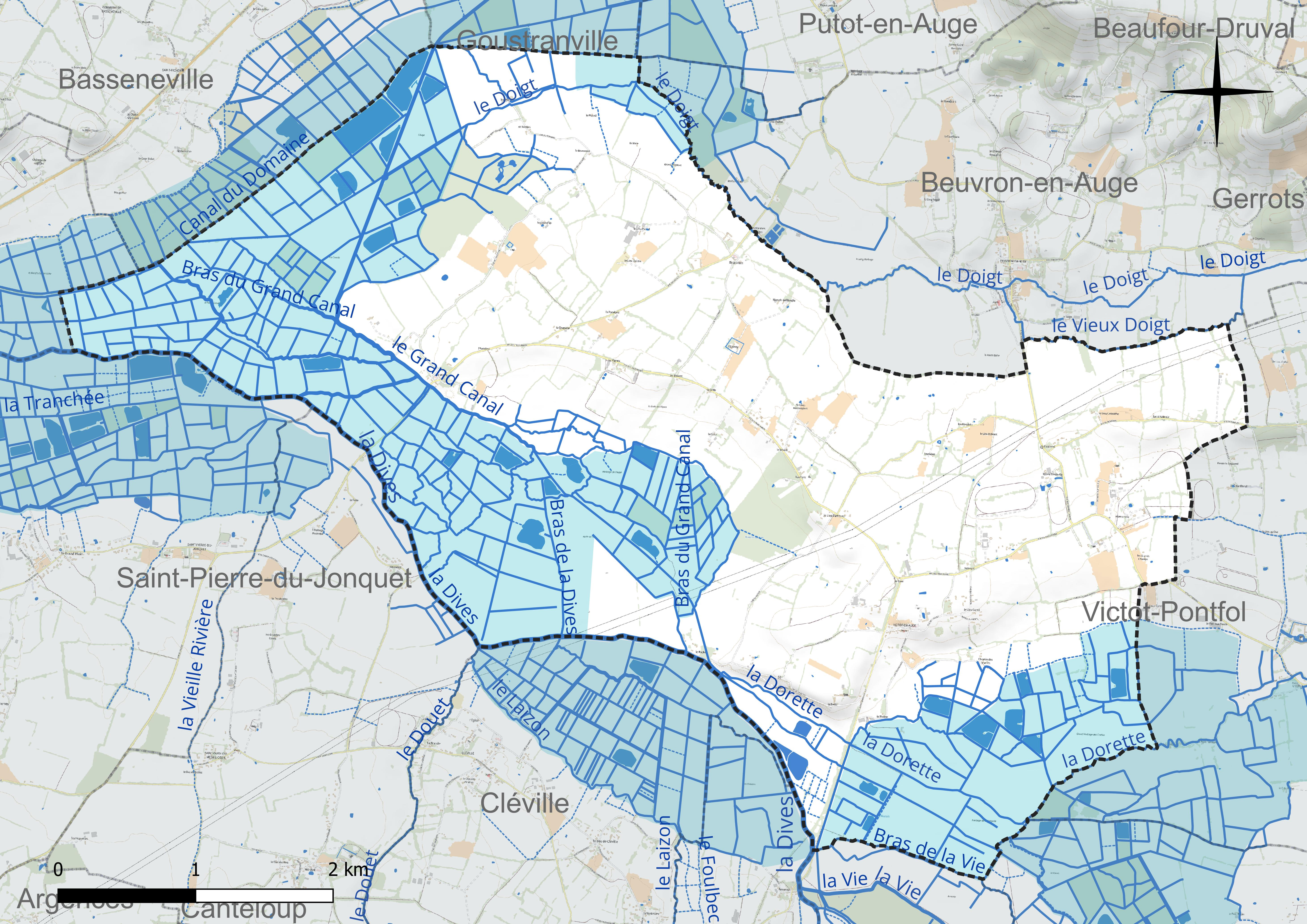
Réseau hydrographique de Hotot-en-Auge.

### Climat
Pour des articles plus généraux, voir Climat de la Normandie et Climat du Calvados.
En 2010, le climat de la commune est de type climat océanique altéré, selon une étude du CNRS s'appuyant sur une série de données couvrant la période 1971-2000. En 2020, Météo-France publie une typologie des climats de la France métropolitaine dans laquelle la commune est exposée à un climat océanique et est dans la région climatique  Normandie (Cotentin, Orne), caractérisée par une pluviométrie relativement élevée (850 mm/a) et un été frais (15,5 °C) et venté. Parallèlement le GIEC normand, un groupe régional d'experts sur le climat, différencie quant à lui, dans une étude de 2020, trois grands types de climats pour la région Normandie, nuancés à une échelle plus fine par les facteurs géographiques locaux. La commune est, selon ce zonage, exposée à un « climat des plateaux abrités », correspondant à la plaine agricole de Caen à Falaise, sous le vent des collines de Normandie et proche de la mer, se caractérisant par une pluviométrie et des contraintes thermiques modérées.
Pour la période 1971-2000, la température annuelle moyenne est de 10,7 °C, avec une amplitude thermique annuelle de 12,4 °C. Le cumul annuel moyen de précipitations est de 672 mm, avec 11,8 jours de précipitations en janvier et 7,5 jours en juillet. Pour la période 1991-2020, la température moyenne annuelle observée sur la station météorologique la plus proche, située sur la commune d'Argences à 9 km à vol d'oiseau, est de 11,6 °C et le cumul annuel moyen de précipitations est de 742,9 mm,. Pour l'avenir, les paramètres climatiques de la commune estimés pour 2050 selon différents scénarios d'émission de gaz à effet de serre sont consultables sur un site dédié publié par Météo-France en novembre 2022.

## Urbanisme

### Typologie
Au 1er janvier 2024, Hotot-en-Auge est catégorisée commune rurale à habitat très dispersé, selon la nouvelle grille communale de densité à 7 niveaux définie par l'Insee en 2022.
Elle est située hors unité urbaine. Par ailleurs la commune fait partie de l'aire d'attraction de Caen, dont elle est une commune de la couronne,. Cette aire, qui regroupe 296 communes, est catégorisée dans les aires de 200 000 à moins de 700 000 habitants,.

### Occupation des sols
L'occupation des sols de la commune, telle qu'elle ressort de la base de données européenne d'occupation biophysique des sols Corine Land Cover (CLC), est marquée par l'importance des territoires agricoles (98,4 % en 2018), en augmentation par rapport à 1990 (97,2 %). La répartition détaillée en 2018 est la suivante : 
prairies (78,7 %), terres arables (16 %), zones agricoles hétérogènes (3,7 %), forêts (1,6 %). L'évolution de l'occupation des sols de la commune et de ses infrastructures peut être observée sur les différentes représentations cartographiques du territoire : la carte de Cassini (XVIIIe siècle), la carte d'état-major (1820-1866) et les cartes ou photos aériennes de l'IGN pour la période actuelle (1950 à aujourd'hui).

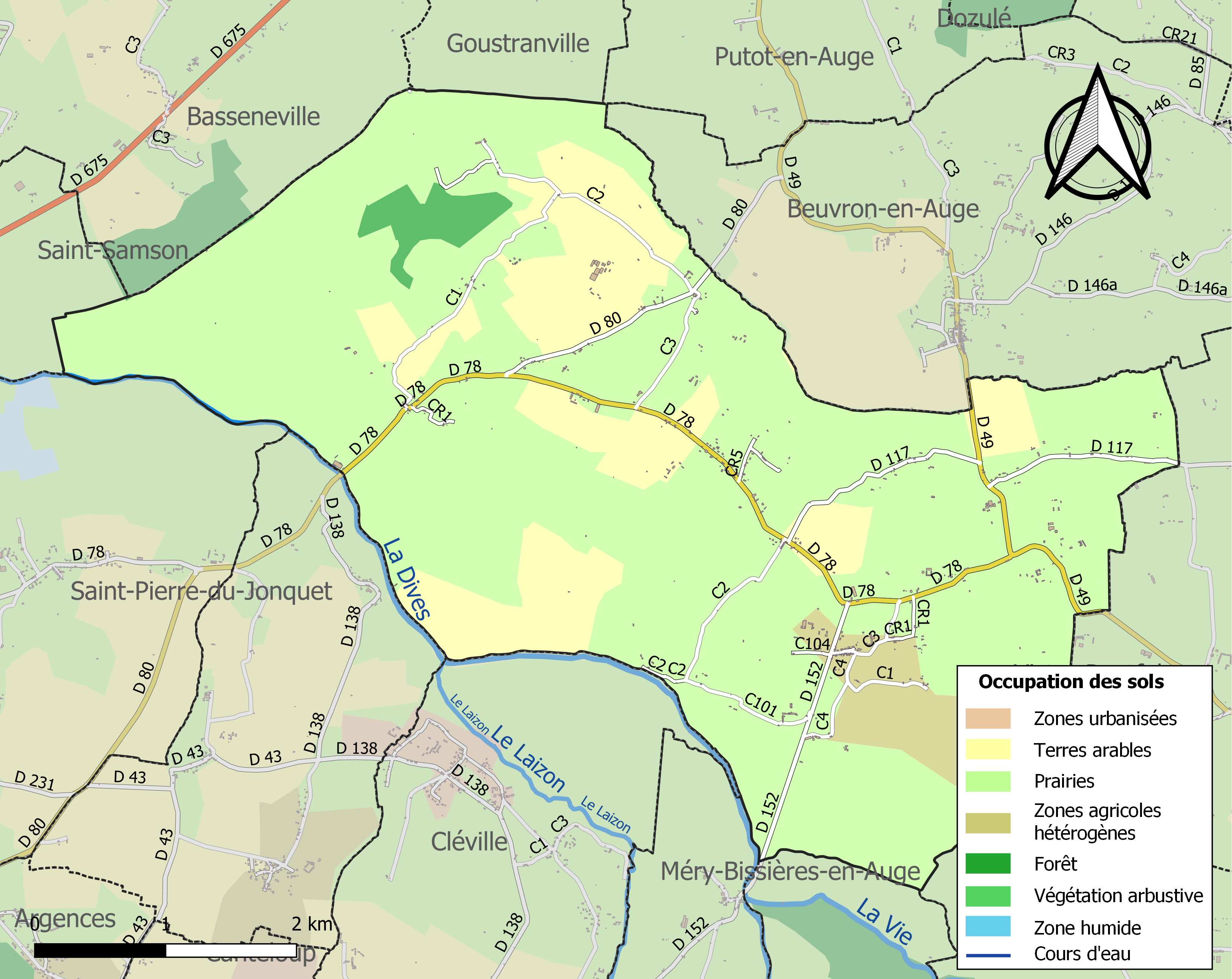
Carte des infrastructures et de l'occupation des sols de la commune en 2018 (CLC).

## Toponymie
Le nom de la localité est attesté sous la forme Huldestot en 1269 (cartulaire normand no 767, p. 173).
Pour la signification de ce toponyme anglo-scandinave, voir toponymie de Hautot-sur-Seine (Seine-Maritime).
Le pays d'Auge est une région naturelle et traditionnelle de Normandie.
Le lieu-dit le Ham tire son nom de la famille « de Hayn ».

## Histoire

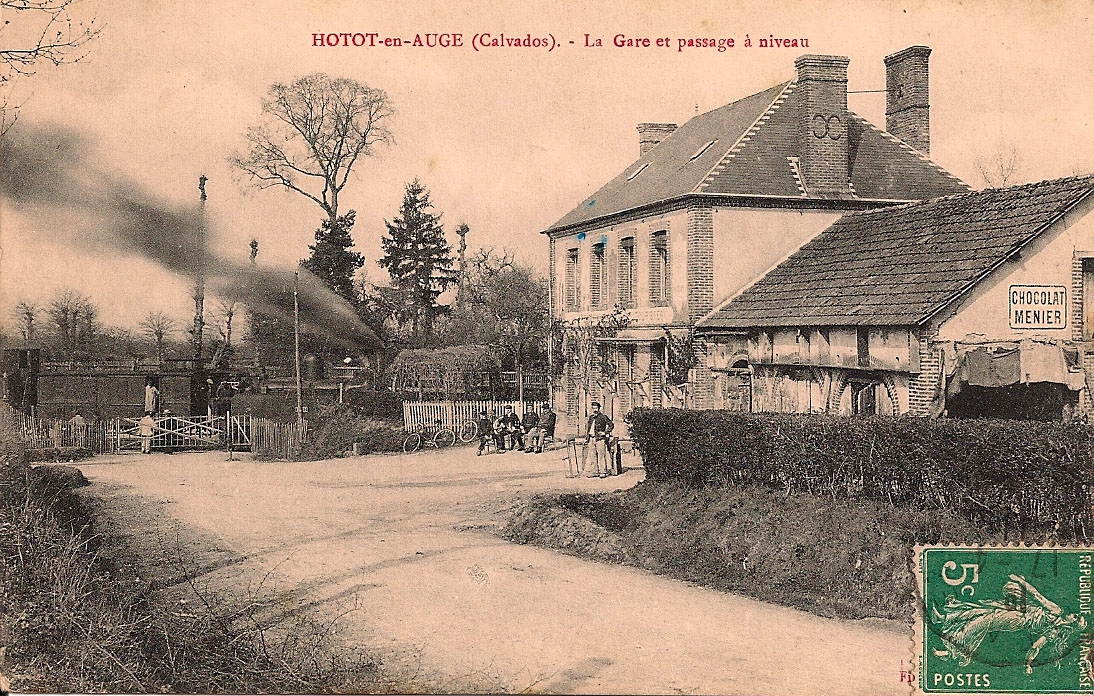
Carte postale de la gare vers 1910.

Une gare a été ouverte en 1879 sur la ligne Mézidon - Dives-Cabourg, prolongée jusqu'à la gare de Trouville-Deauville en 1884. La section entre la gare de Mézidon et la gare de Dives-Cabourg a été fermée au trafic voyageur en 1938 et au fret en 1969.

### Fusions de communes
En 1973, Hotot-en-Auge (206 habitants en 1968) absorbe les communes de Brocottes (104 habitants) et du Ham (35 habitants).

## Politique et administration
| Période                                  | Période   | Identité         | Étiquette | Qualité                |
| ---------------------------------------- | --------- | ---------------- | --------- | ---------------------- |
| avant 1919                               | ?         | Louis Conard     | Droite    | Agriculteur éleveur    |
| ?                                        | mars 2001 | Robert Auvray    |           |                        |
| mars 2001                                | mars 2008 | André Chaunion   |           | Éleveur                |
| mars 2008                                | En cours  | Brigitte Paturel | SE        | Conjoint collaborateur |
| Les données manquantes sont à compléter. |           |                  |           |                        |

## Démographie

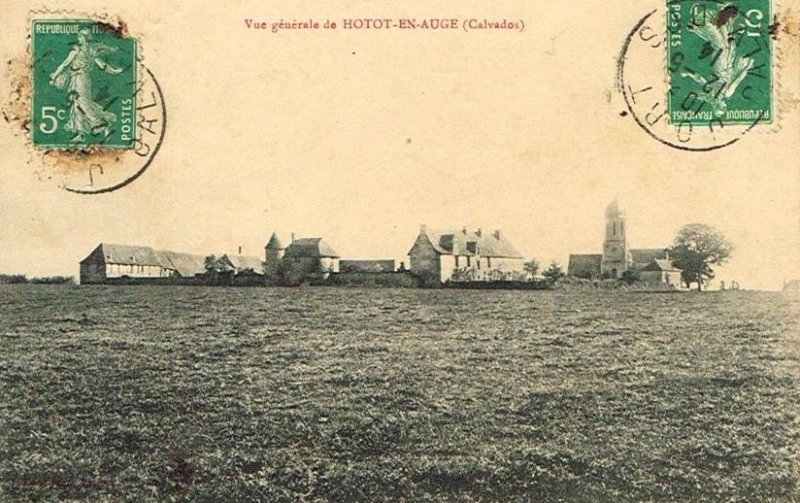
Panorama du village vers 1914.

L'évolution du nombre d'habitants est connue à travers les recensements de la population effectués dans la commune depuis 1793. Pour les communes de moins de 10 000 habitants, une enquête de recensement portant sur toute la population est réalisée tous les cinq ans, les populations de référence des années intermédiaires étant quant à elles estimées par interpolation ou extrapolation. Pour la commune, le premier recensement exhaustif entrant dans le cadre du nouveau dispositif a été réalisé en 2008.
En 2022, la commune comptait 291 habitants, en évolution de −4,9 % par rapport à 2016 (Calvados : +1,58 %, France hors Mayotte : +2,11 %).
| 1793 | 1800 | 1806 | 1821 | 1831 | 1836 | 1841 | 1846 | 1851 |
| ---- | ---- | ---- | ---- | ---- | ---- | ---- | ---- | ---- |
| 469  | 414  | 457  | 432  | 454  | 438  | 435  | 400  | 363  |

| 1856 | 1861 | 1866 | 1872 | 1876 | 1881 | 1886 | 1891 | 1896 |
| ---- | ---- | ---- | ---- | ---- | ---- | ---- | ---- | ---- |
| 343  | 318  | 300  | 316  | 305  | 293  | 307  | 291  | 273  |

| 1901 | 1906 | 1911 | 1921 | 1926 | 1931 | 1936 | 1946 | 1954 |
| ---- | ---- | ---- | ---- | ---- | ---- | ---- | ---- | ---- |
| 273  | 330  | 306  | 313  | 236  | 221  | 222  | 262  | 228  |

| 1962 | 1968 | 1975 | 1982 | 1990 | 1999 | 2006 | 2008 | 2013 |
| ---- | ---- | ---- | ---- | ---- | ---- | ---- | ---- | ---- |
| 196  | 206  | 275  | 264  | 300  | 281  | 296  | 300  | 309  |

| 2018 | 2022 | - | - | - | - | - | - | - |
| ---- | ---- | - | - | - | - | - | - | - |
| 297  | 291  | - | - | - | - | - | - | - |

## Lieux et monuments
- Manoir de la Chapelle du XVIIe ou XVIIIe siècle, classé au titre des monuments historiques[31].
- Site archéologique de la maison forte du Ham, inscrit au titre des monuments historiques[32]. Motte féodale entourée d'un fossé. En ce lieu, se sont succédé : un fortin gallo-romain, une enceinte de pierre à pont-levis (XIVe siècle) et un bâtiment, faisant fonction de place  forte, habité jusqu'au XVIIe siècle[22].
- Motte féodal, à l'est du village, près de l'église[33].
- Manoir du Lieu Calice du XVIIIe siècle, inscrit au titre des monuments historiques[34].
- Manoir de l'Angle dit « le Vieux Manoir » datant du XVIe siècle à Brocottes avec un puits couvert inscrit au titre des monuments historiques[35].
- Église Saint-Georges du XIIe et du XVe siècle avec un chœur roman, un clocher datant de 1534 surmonté d'un dôme inscrite aux monuments historiques[36]. Elle abrite une statue tombale de 1246, une statue de sainte Apolline du XVIe, une autre de saint Georges combattant le dragon du XVe.
- Église Saint-Ouen de Brocottes (ancienne commune rattachée à Hotot-en-Auge), datant du XIIIe et rénovée au XVIIIe siècle.
- Église Saint-Martin du Ham, en partie médiévale, possédant une Vierge à l'Enfant du XVe ou XVIe.
- Château de la Haute Justice du XVe siècle en grande partie détruit en 1944.
- Manoir de Colmiche du XVIIIe siècle.
- Manoir du Mesnil du XVIIIe siècle.
- Vallée de la Dives.
- À Brocotte était situé un prieuré dépendant de l'abbaye de Belle-Étoile[22].

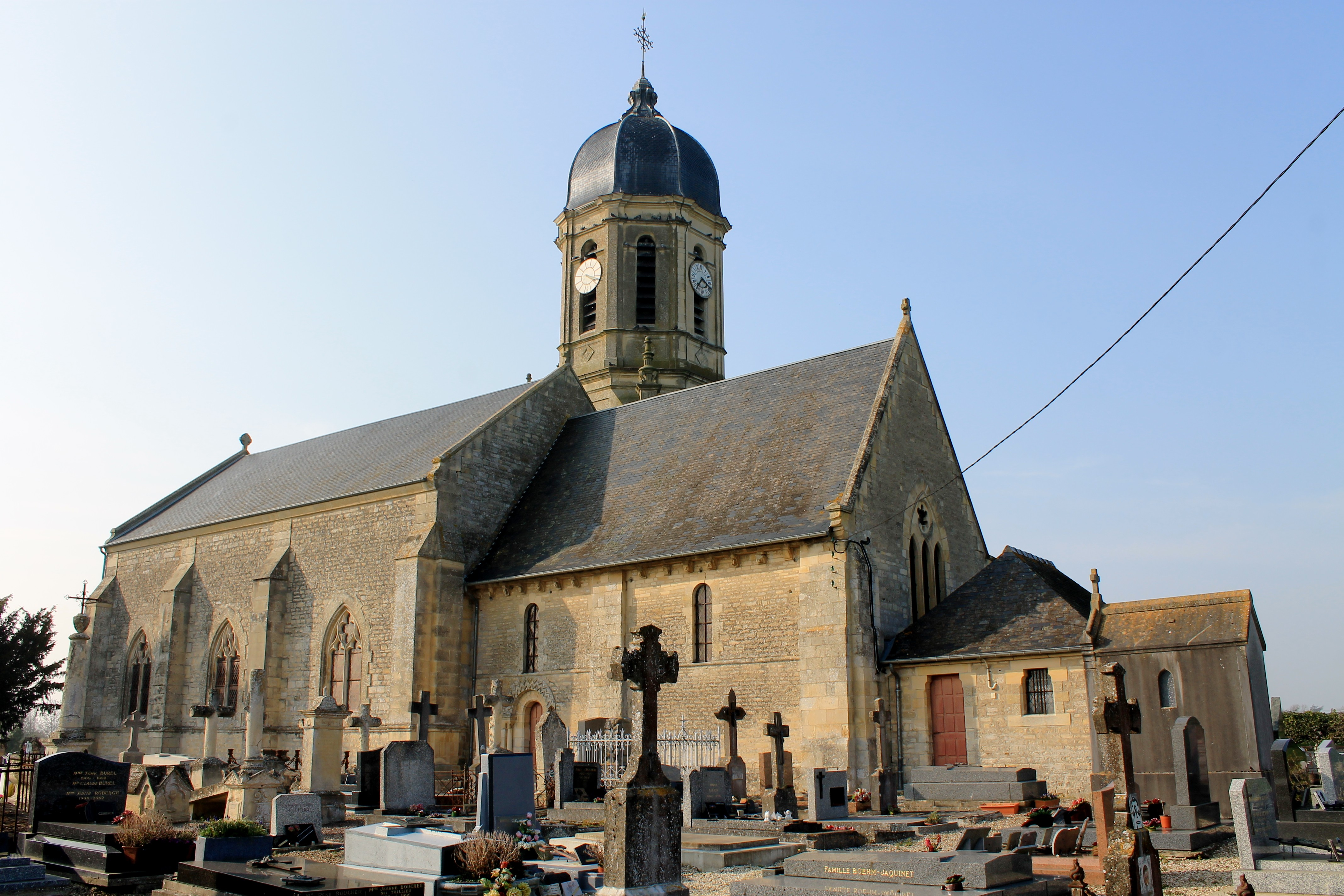
Église Saint-Georges.
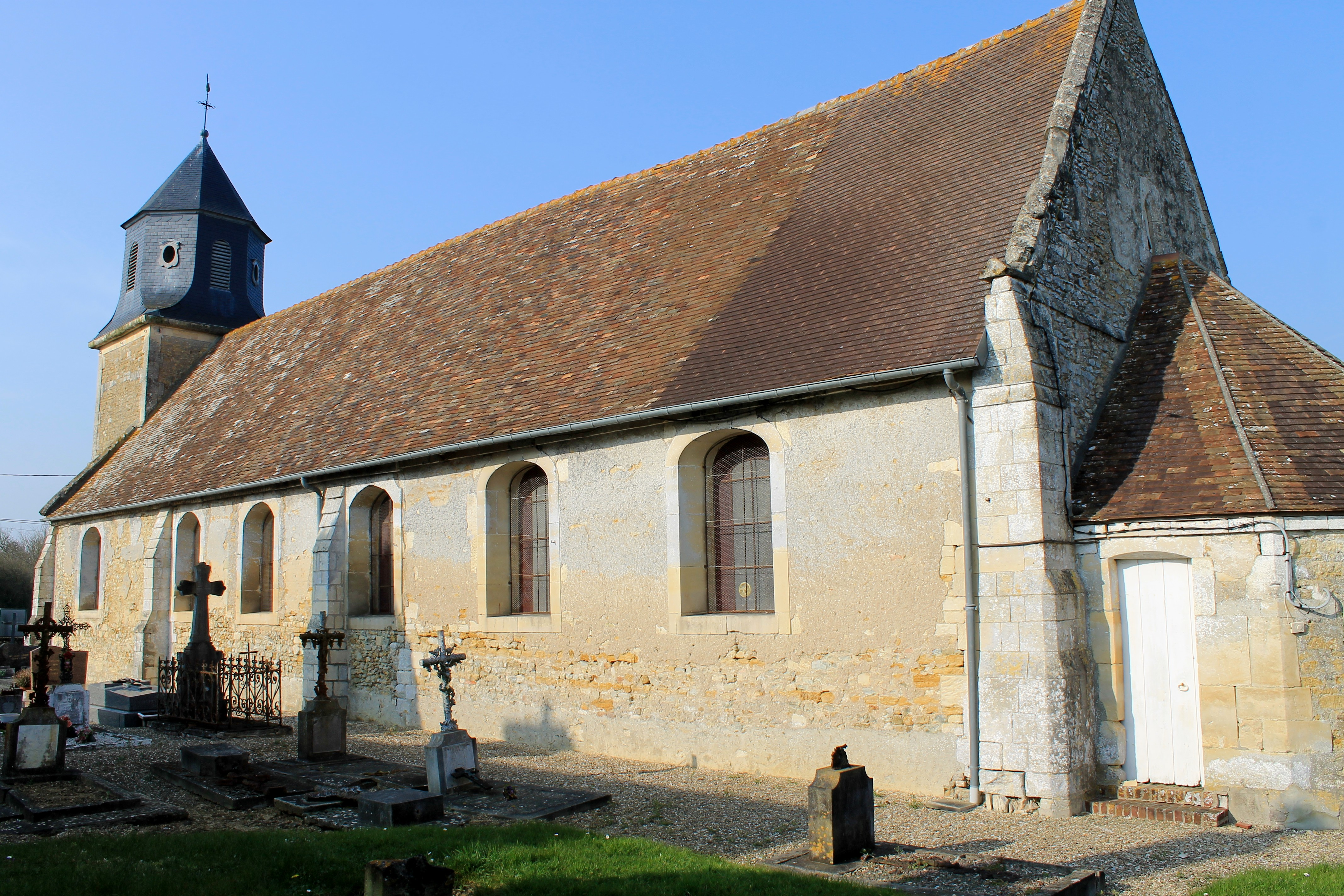
Église Saint-Ouen de Brocottes.
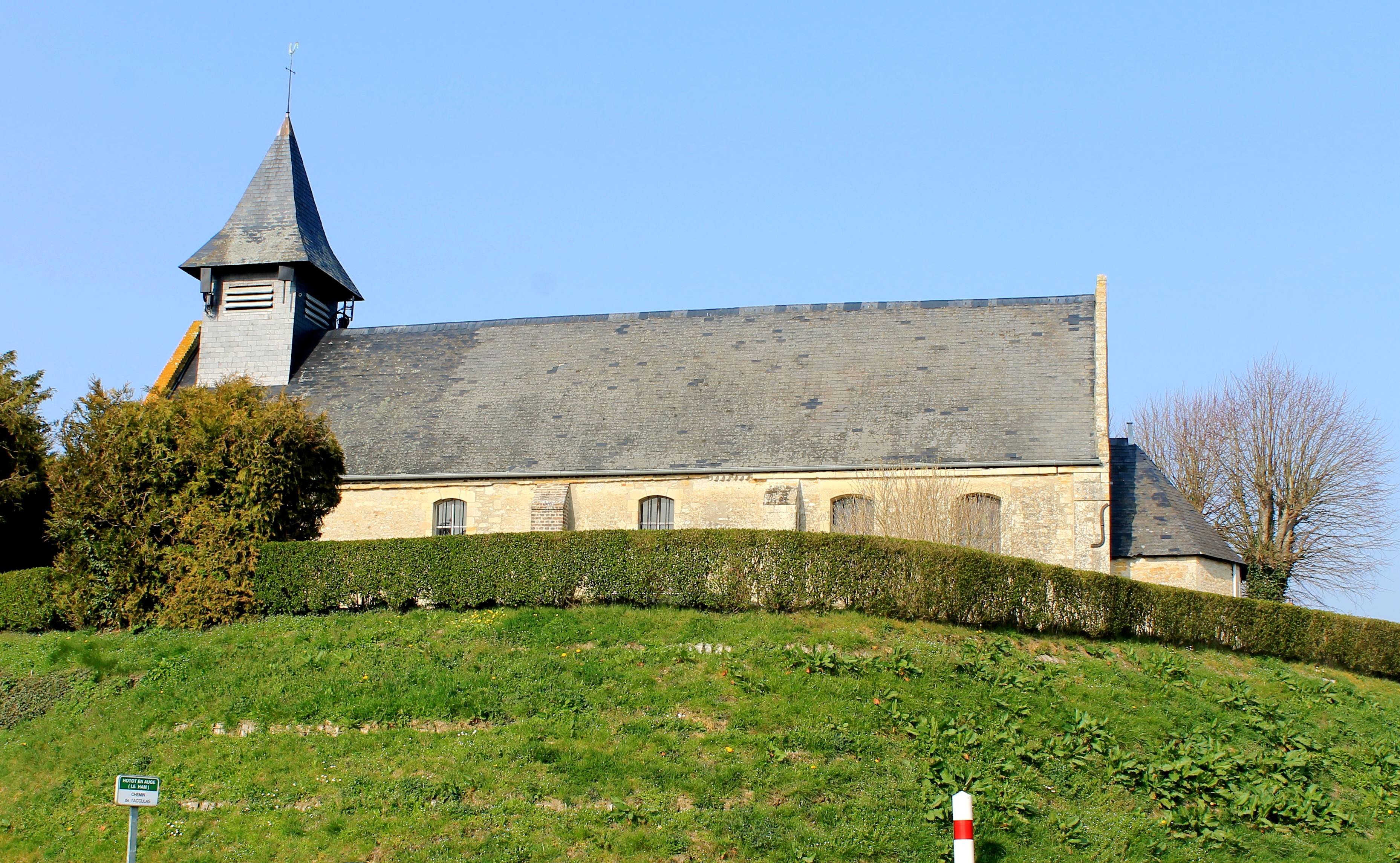
Église Saint-Martin du Ham.
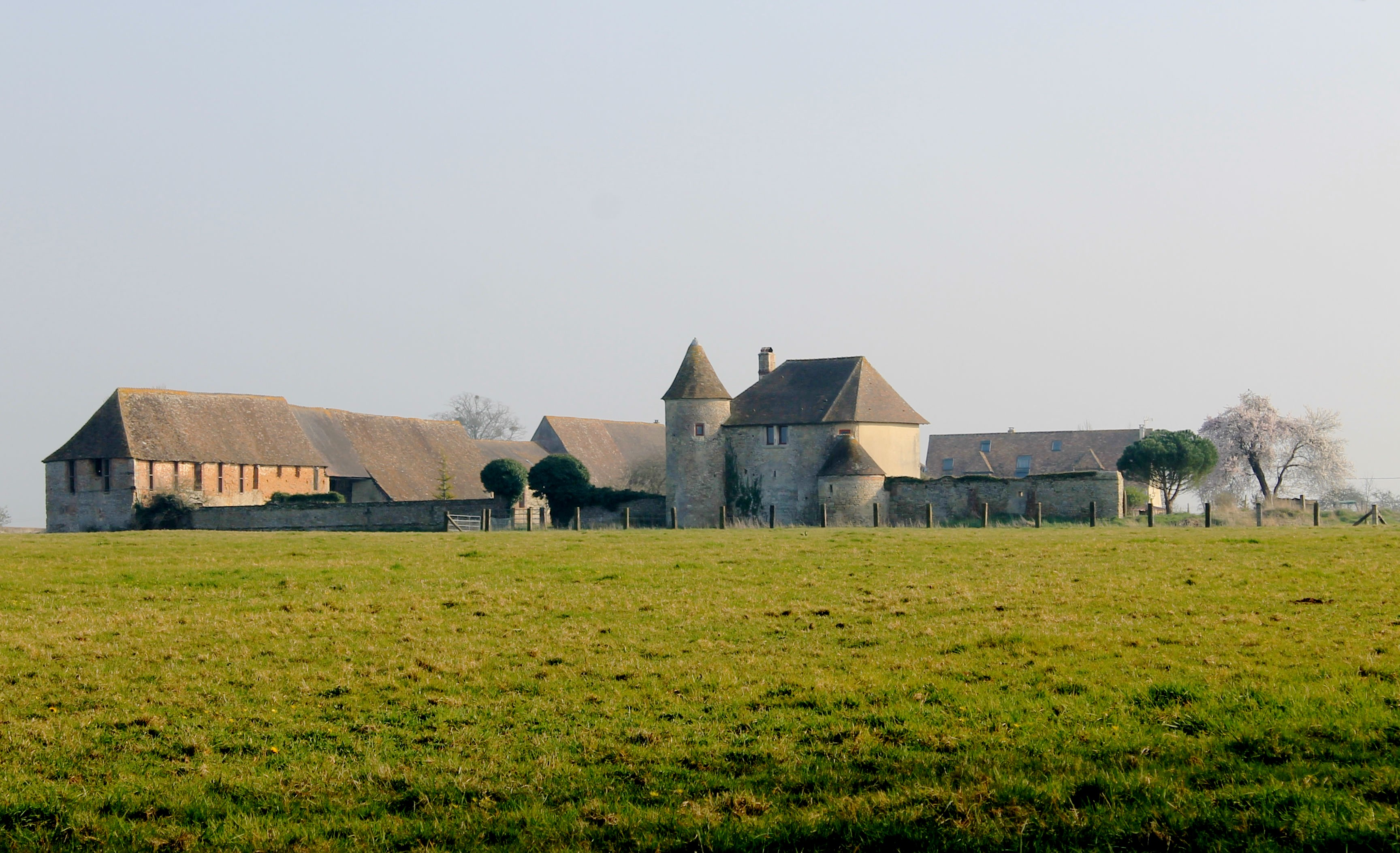
Château de la Haute Justice.
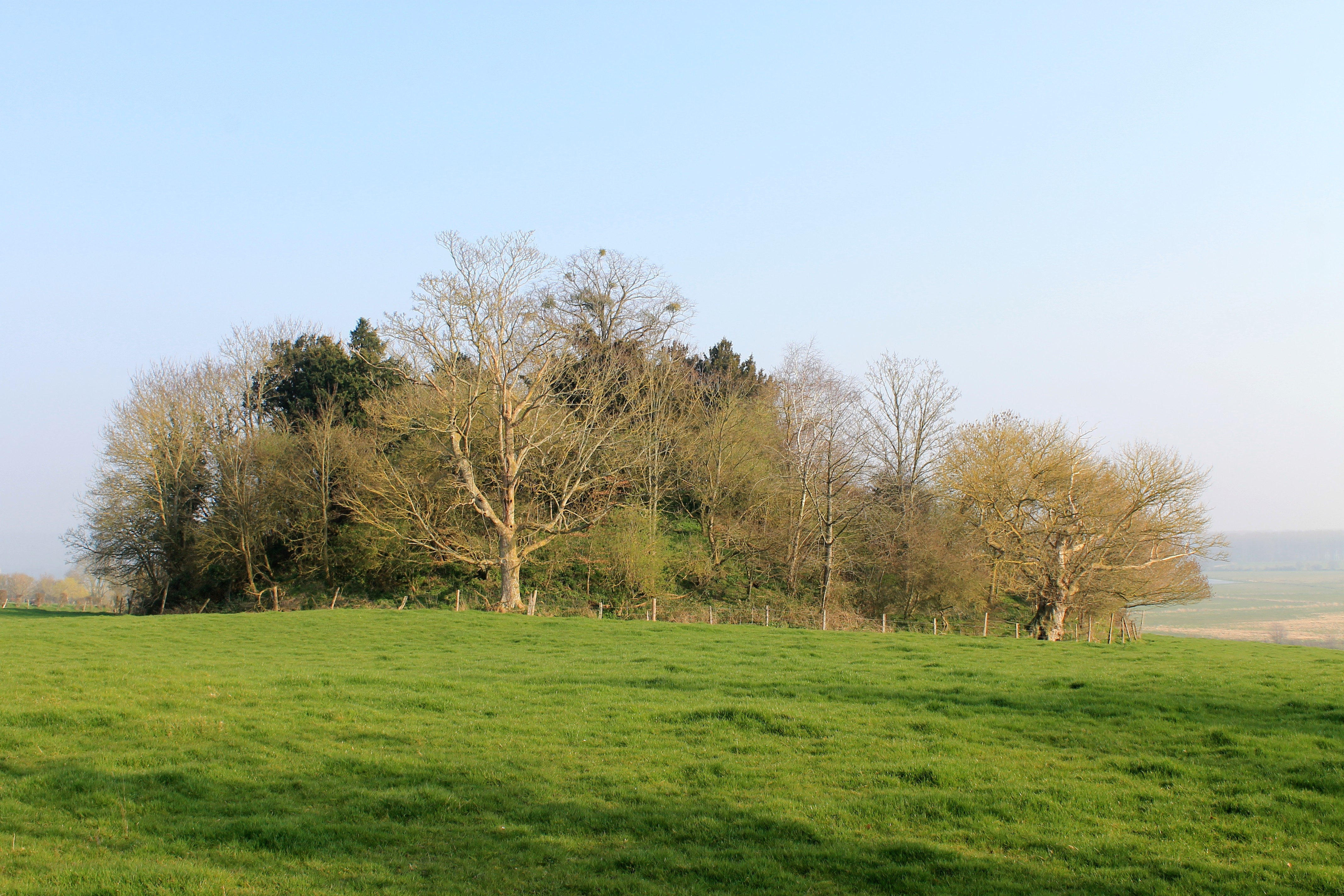
Motte féodale.
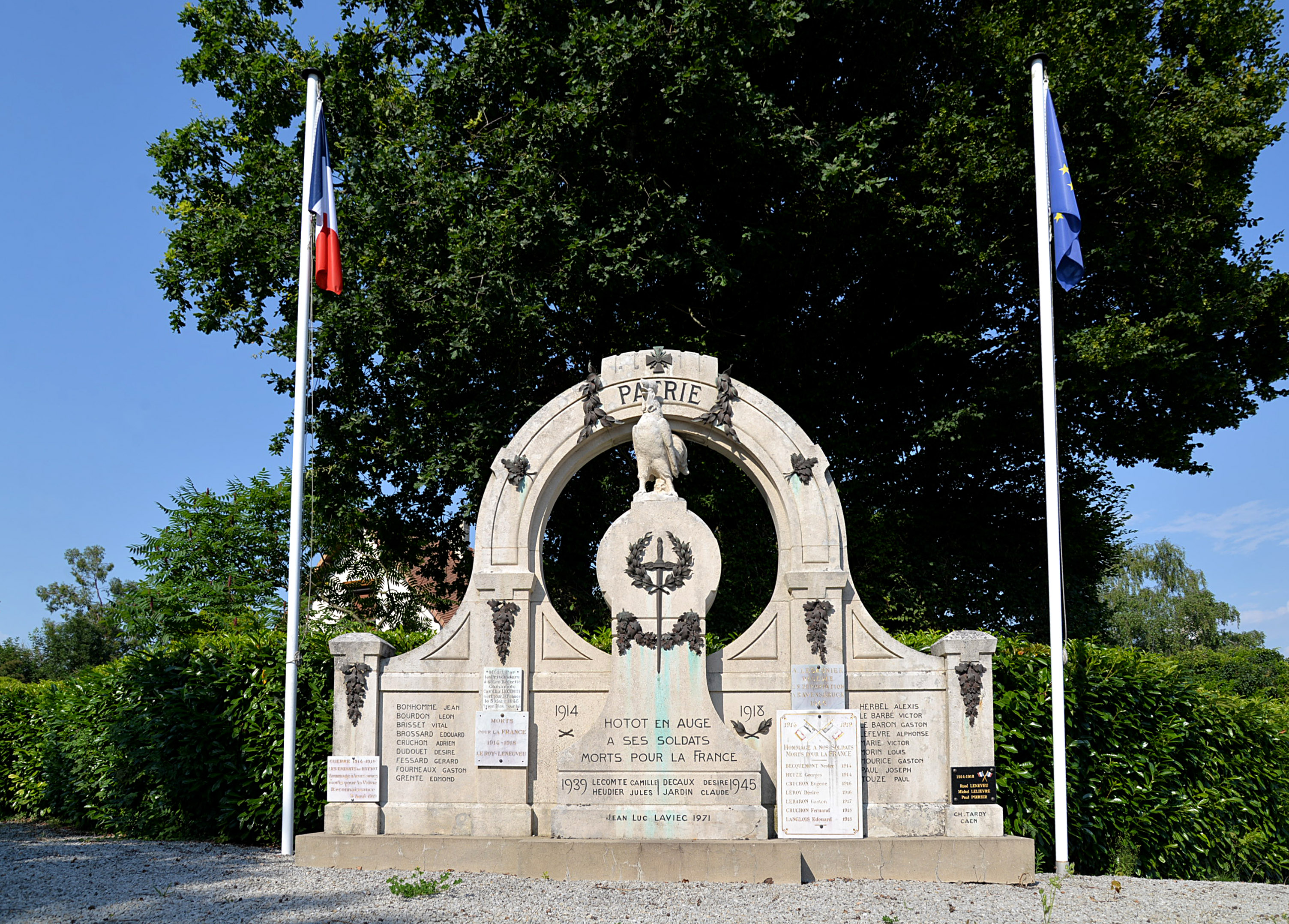
Le monument aux morts.

Cartes postales anciennes
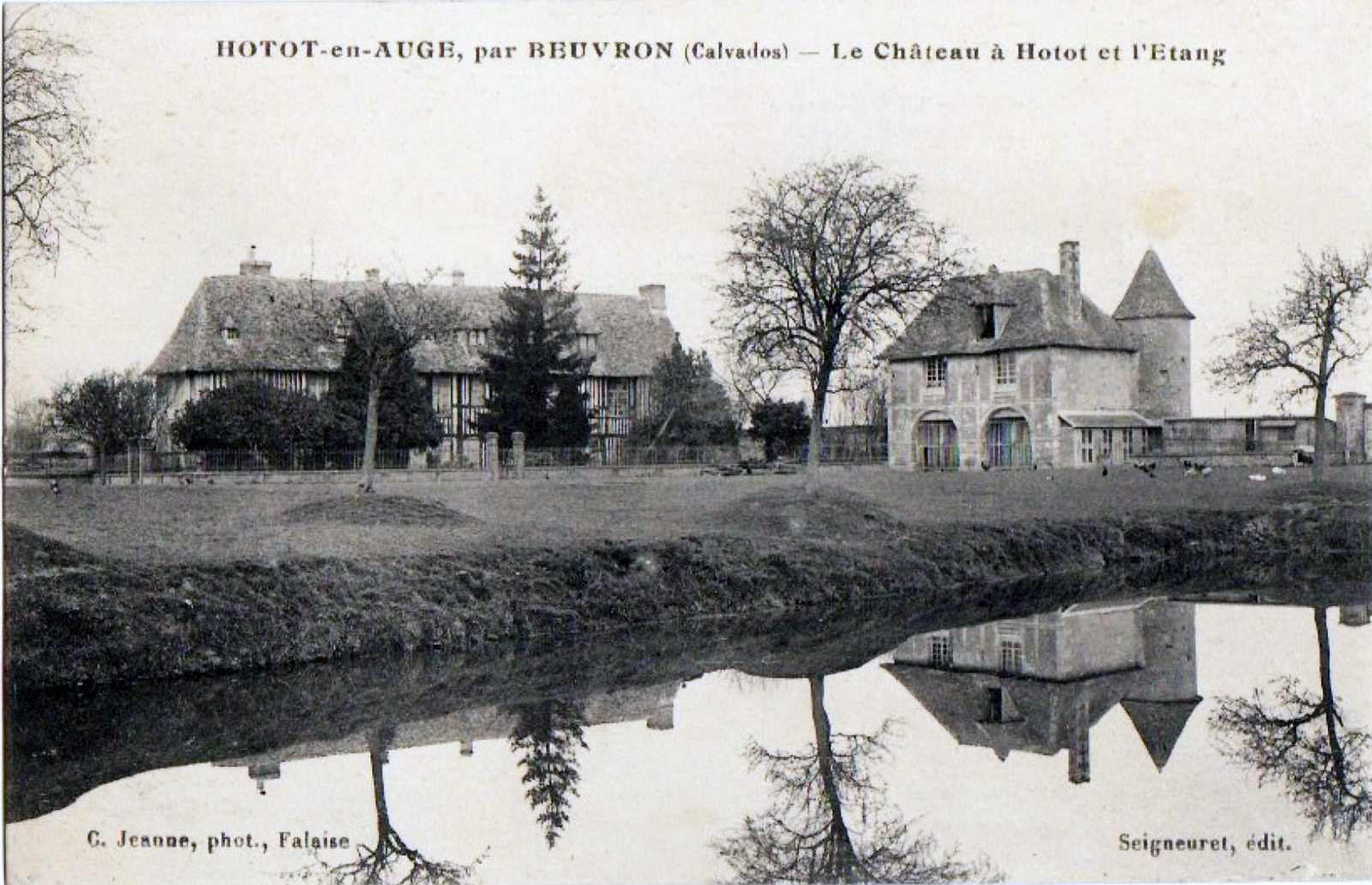
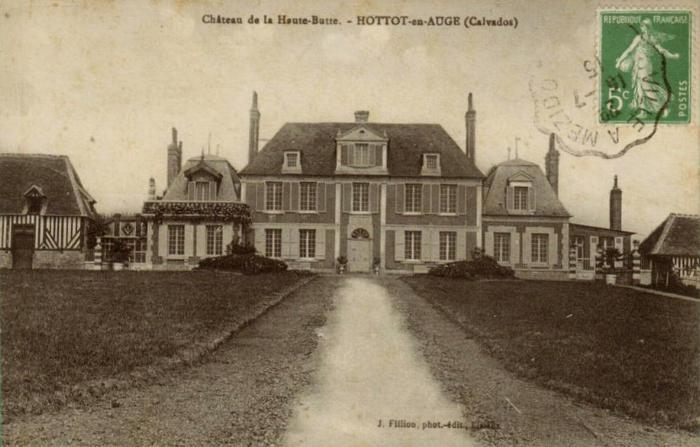
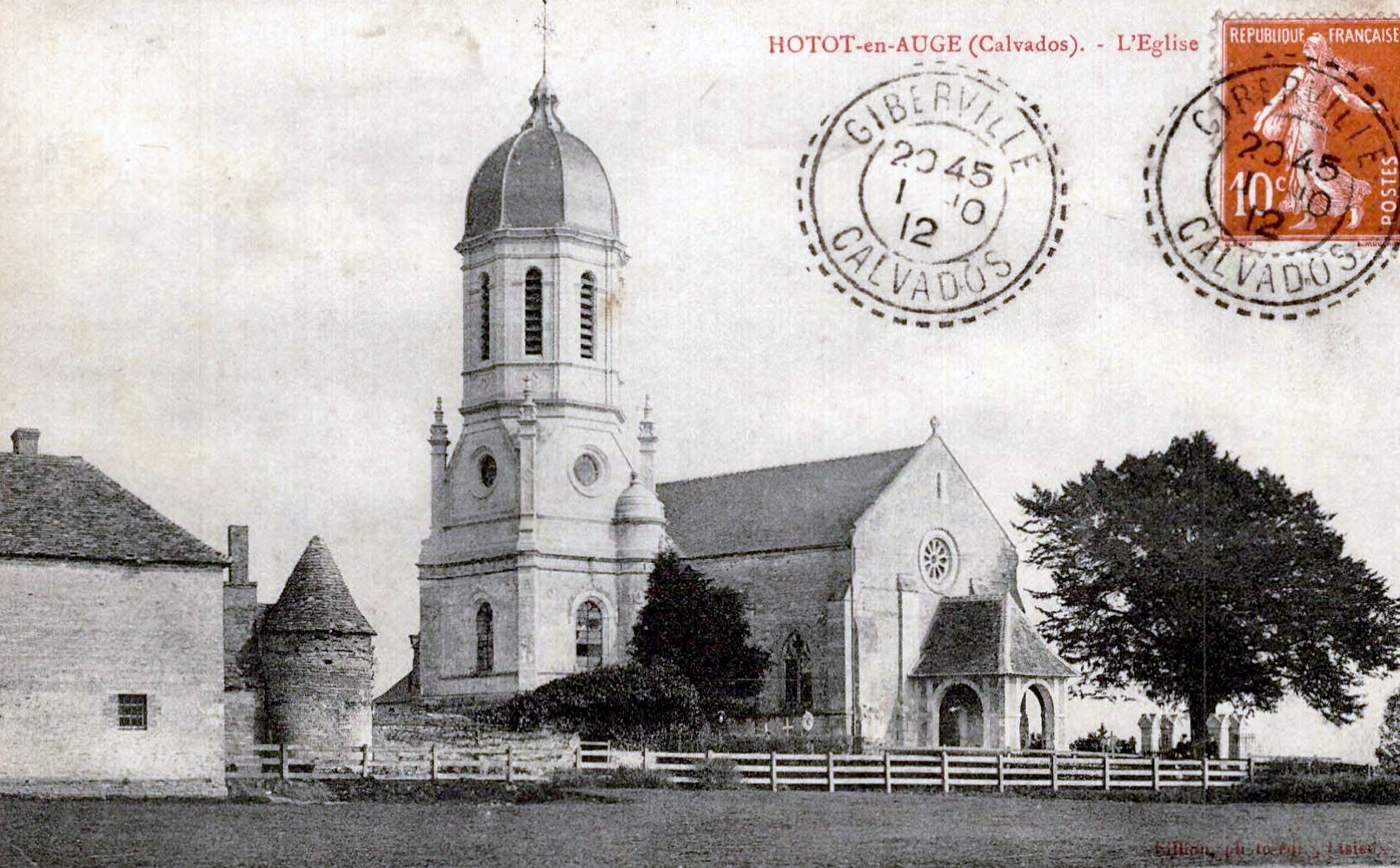
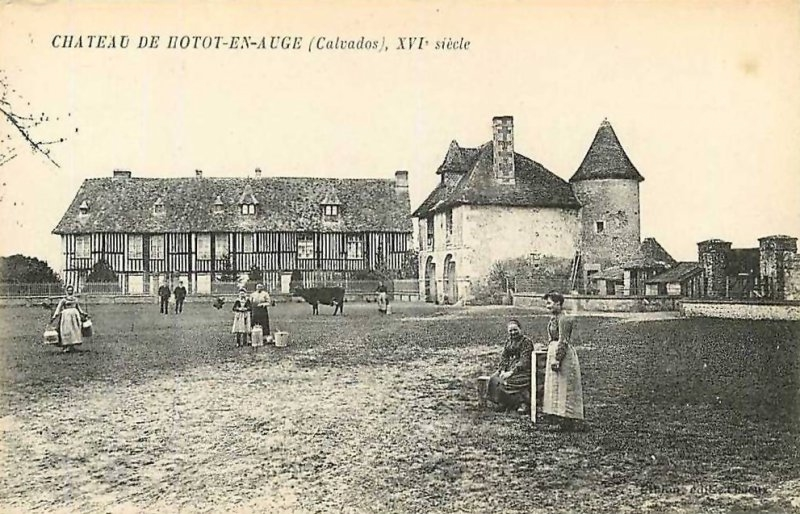
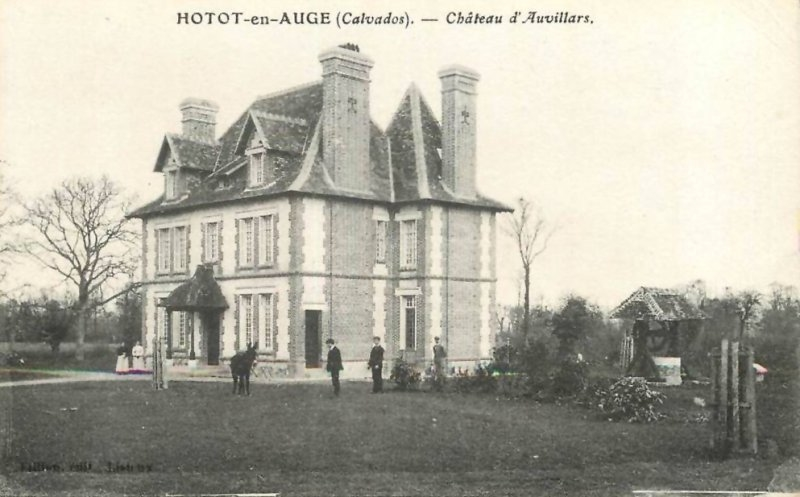